# BCL10
La proteína BCL10 expresada por el gen BCL10; es una proteína coligada al tejido linfoide asociado a las mucosas, MALT por sus siglas en inglés Mucosa-associated lymphoid tissue, un tipo de agrupación celular poco estructurado que se halla sobre todo en las mucosas repartidas por el organismo. A diferencia de los ganglios linfáticos no tiene una cápsula de tejido conectivo. Se encuentran en células B y T con alta concentración en los órganos del sistema linfático, el bazo, el timo y los ganglios linfáticos, así mismo tiene prevalencia moderada en el aparato digestivo, sistema urinario, glándula tiroidea, con especial prevalencia en el epitelio del colon.
Esta interactúa con otras proteínas con dominio CARD como son CARD9, -10, -11 y -14, mediante reguladores de NF-kB, la desregularización de cualquiera de estos puede inducir la malignidad.
El factor nuclear potenciador de las cadenas ligeras kappa de las células B activadas o NF-kB es un complejo proteico que participa en el control de la trascripción del ADN y juega un papel fundamental en la respuesta inmune y su regulación imperfecta está relacionada al cáncer, enfermedades inflamatorias y autoinmunes, entre otras. 
El gen BCL10 tiene un papel de supresión tumoral y el movimiento de un segmento del gen a otro lugar de genoma, es un tipo de mutación genética llamada translocación, que, aunque en BCL10 es poco frecuente tiene una relación con los linfomas de MALT. 

## Gen BCL10
El gen BCL10 codifica una proteína con su mismo nombre. Fue descubierto en un estudio del linfoma MALT y llamo la atención por su translocación y participación en esta enfermedad. Se encuentra en la posición cromosómica 1p22. Contiene 3 exones, 20 dominios en su estructura y ocupa 10,86 kilobases (kb). Especias como los ratones, los gallos, los lagartos, entre otros presentan asimismo este gen. La principal diferencia la encontramos en el cromosoma donde se halla el gen, en los humanos el 1 y en los ratones el 3.
| Descripción del dominio | Número de aminoácidos |
| ----------------------- | --------------------- |
| "Death Domain"          | 1-115 aa              |
| CARD_BCL10              | 17-100 aa             |
| CARD                    | 13-87 aa              |

## Estructura

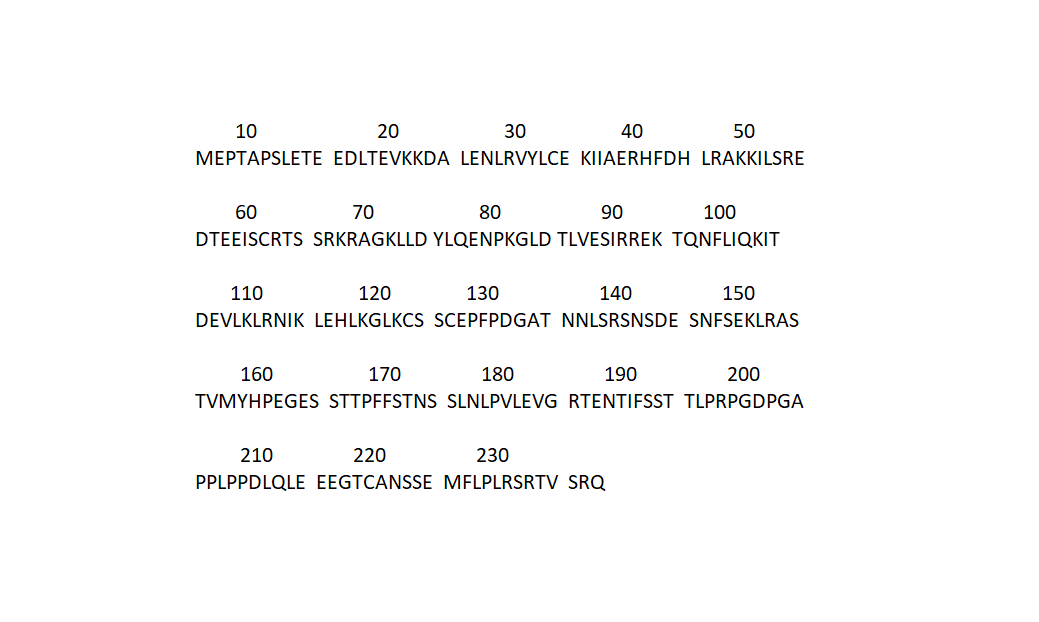
Lista ordenada de todos los aminoácidos que componen BCL10

La proteína posee una estructura de 233 aminoácidos con un dominio de reclutamiento de caspasas (CARD) en el extremo N terminal, característica que le confiere la inducción de apoptosis mediante la activación de NF-kB.  

### Estructura primaria
La proteïna BCL10 contiene 233 aminoàcidos con un peso total de 26252 Da. El primer aminoácido, el N-terminal, es la metionina (M), es decir que tiene el extremo amino libre. El último aminoácido, C-terminal, es la Glutamina (Q), que se halla en la posición 233 y tiene el grupo carboxilo libre. 

### Estructura secundaria
La estructura secundaria de BCL10 contiene ocho hélices alfa junto con 2 láminas beta y 3 giros de la cadena principal. Contiene un único dominio con una longitud de 89 aminoácidos. No conocemos el 52% de BCL10 ya que esta parte de la secuencia está desordenada.    

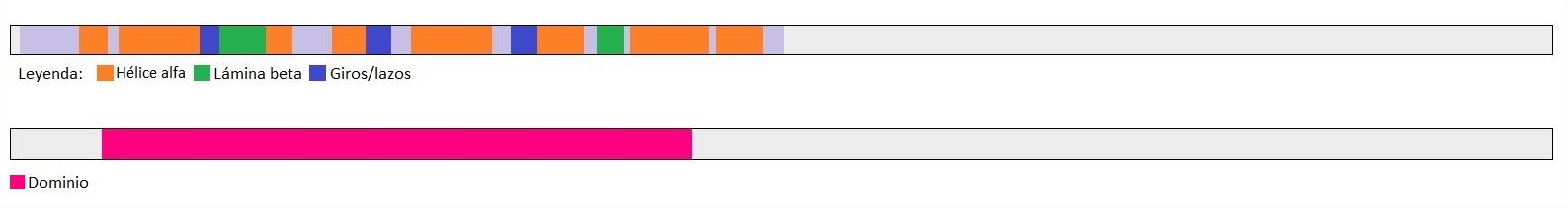
Tipos de conformaciones secundarias en la proteína BCL10.

| Hèlice-α | Lámina-β | Giros/Lazos |
| -------- | -------- | ----------- |
| 11-14    | 32-38    | 29-32       |
| 17-28    | 89-92    | 54-57       |
| 39-42    |          | 76-79       |
| 49-53    |          |             |
| 61-72    |          |             |
| 80-86    |          |             |
| 94-105   |          |             |
| 107-113  |          |             |

### Estructura cuaternaria
BCL10 es una proteína homomultímera homooligomerizada por proteínas con dominio CARD. BCL10 se une al dominio CARD-CARD para poder interactuar con otras proteínas del mismo tipo como CARD9, CARD10, CARD11 y CARD14. También puede formar un complejo con proteínas CARD anteriormente mencionadas y MALT1 para formar diferentes complejos CBM. 
Gracias a la microscopía electrónica se pudieron descubrir la forma y la unión de filamentos que constituyen BCL10. Se observó que estos filamentos tenían forma helicoidal con giros cada 3 a 4 vueltas dirigidos simétricamente hacia la izquierda, esta era hueca y estaba formada por interacciones CARD-CARD homotípicas. Se encontró que ocurría una eliminación de la formación del filamento BCL10 cuando ocurría una mutación y a la vez se activaba la MALT1 y NF-kB en los linfocitos T.
Los contactos CARD-CARD con BCL10 se encuentran en los extremos de los filamentos BCL10, por lo tanto, CARD11 nuclea los filamentos BCL10. El proceso consta de diferentes pasos, en primera instancia la superficie de CARD11 que está cargada positivamente interactúa con la superficie de BCL10 que está cargada negativamente. Seguidamente, cuando las dos estructuras ya están unidas estas exponen la parte básica del enlace (carga positiva) lo cual garantiza que los monómeros de BCL10 puedan unirse de forma unidireccional a estos. Este crecimiento unidireccional se pudo confirmar gracias a la microscopía confocal. Como conclusión, CARD11 reduce de forma significativa el tiempo de nucleación de BCL10, por otro lado, no afectó en la velocidad de formación de los filamentos BCL10.

## Funciones

### Apoptosis
El gen BCL10, puede sufrir una translocación a una posición de la cadena pesada de la inmunoglobulina (IgH). La proteína, mal expresada por culpa de esta mutación, puede conllevar la detención de la apoptosis inducida por el receptor de las células B (BCR). Los análisis genéticos para evaluar la translocación llevaron a un esperado resultado pues se produjo una expresión  que conllevó una activación descontrolada del factor NF-Kb y la inactivación del proceso de la apoptosis. Por lo tanto, la translocación del gen en la posición del IgH está relacionada con la formación de un linfoma MALT. Si esta mutación no se produce, la BCL 10 es una de las proteínas encargadas de regular el proceso de la muerte celular de forma correcta. 

### Complejo CBM

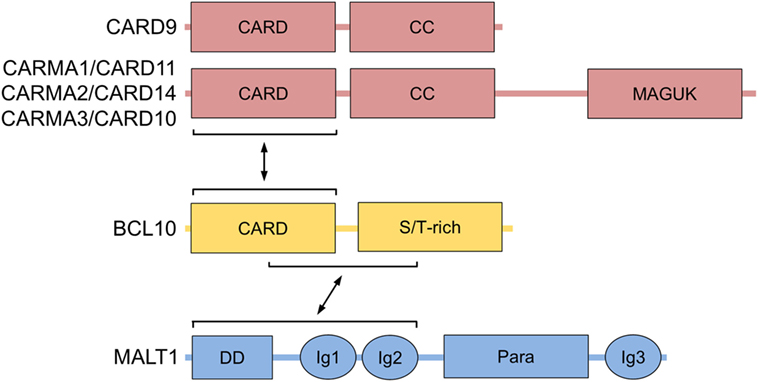
Dominios de las distintas subunidades que forman parte del complejo CBM. (DDː death domain, Igː Inmunoglobulinas, Paraː Caspasa)

CARD–BCL10–MALT1 (CBM) es un complejo cuyas funciones principales son regular y activar el factor NF-kB mediante las interacciones entre los tres componentes de este conjunto. Este factor es un regulador de la activación de los linfocitos y su proliferación. Se encarga de corregir mutaciones que pueden producir ciertas inmunodeficiencias. Esto se consigue mediante las interacciones que se producen en el heterotrímero citosólico compuesto por MALT1, CARD y BCL10. Dependiendo del tipo de célula podemos disntinguir tres tipos de complejo, dado que las moléculas CARD son distintas.  
- CARD   (Caspase recruitment domain-containing)ː se trata de una molécula adaptadora. En las células epiteliales consta de 1032 aminoácidos y se denomina CARD10. En cambio, en los limfocitos predomina la CARD11 con una extensión de 1154 residuos. Por último, la CARD9 se muestra en las células mieloides formado por 536 aminoácidos.[12][13][14]
- MALT1 (Mucosa-associated lymphoid tissue lymphoma translocation protein 1)ː dicha proteína de 824 residuos presenta una actividad proteasa-cisteína.  Está constituida por tres dominios de tipo Ig, uno caspasa y otro de muerte.

Los procesos postraduccionales de la proteína están relacionados con el control dinámico complejo de CBM.
- Ubiquitinación y degradación: Este proceso es necesario para la terminación post-inductiva de la señalización del complejo CBM, además de la activación de las células T.  Se inicia tras la activación del TCR, la cual induce la ubiquitinación de BCL10 asociada a K63 que provoca la autofagia y su posterior degradación.
- Fosforilación: Se ha descubierto que en el momento de activarse los linfocitos T se induce la monofosforilación y bifosforilación de BCL10, a su vez se ha observado el S138 como uno de los lugares donde puede fosforilarse inducido por el receptor de linfocitos T. En esta función actúan las proteína denominadas CARMA1 (CARD11) y v-E10, se produce gracias a la exposición de estas con BCL10, al interactuar se induce la fosforilación de esta última y su vez la activación de NF-kB. CARMA1 se une a BCL10 a través de su motivo CARD e induce la translocación de BCL10 desde el citoplasma a estructuras perinucleares, mientras que el mismo proceso mediado por v-E10 depende de la translocación desde el citoplasma a la membrana. El receptor de linfocitos T (TCR) o de linfocitos B (BCR) activan la cascada de proteínas tirosina quinasas (PTK) y proteínas adaptadoras, esto causa la activación y reclutamiento de diferentes enzimas efectoras, como la fosfolipasa Cγ que pueden hidrolizar el fosfolípido inositol (PIP2) en trifosfato de inositol (IP3) y diacilglicerol (DAG), este último activa la proteína quinasa C (PKC) que finalmente induce la activación del NF-kB.[16]

- Escisión C-terminalː La escisión en la arginina 228 es catalizada por la proteasa MALT1, eliminando los 5 últimos aminoácidos localizados en el extremo C-terminal después de la estimulación de las células T. La adhesión dependiente de integrina a la fibronectina, involucrada en la interacción de las células T y las presentadoras de antígenos, requiere la escisión de BCL10-MALT1.[17]

### Complejo TCR

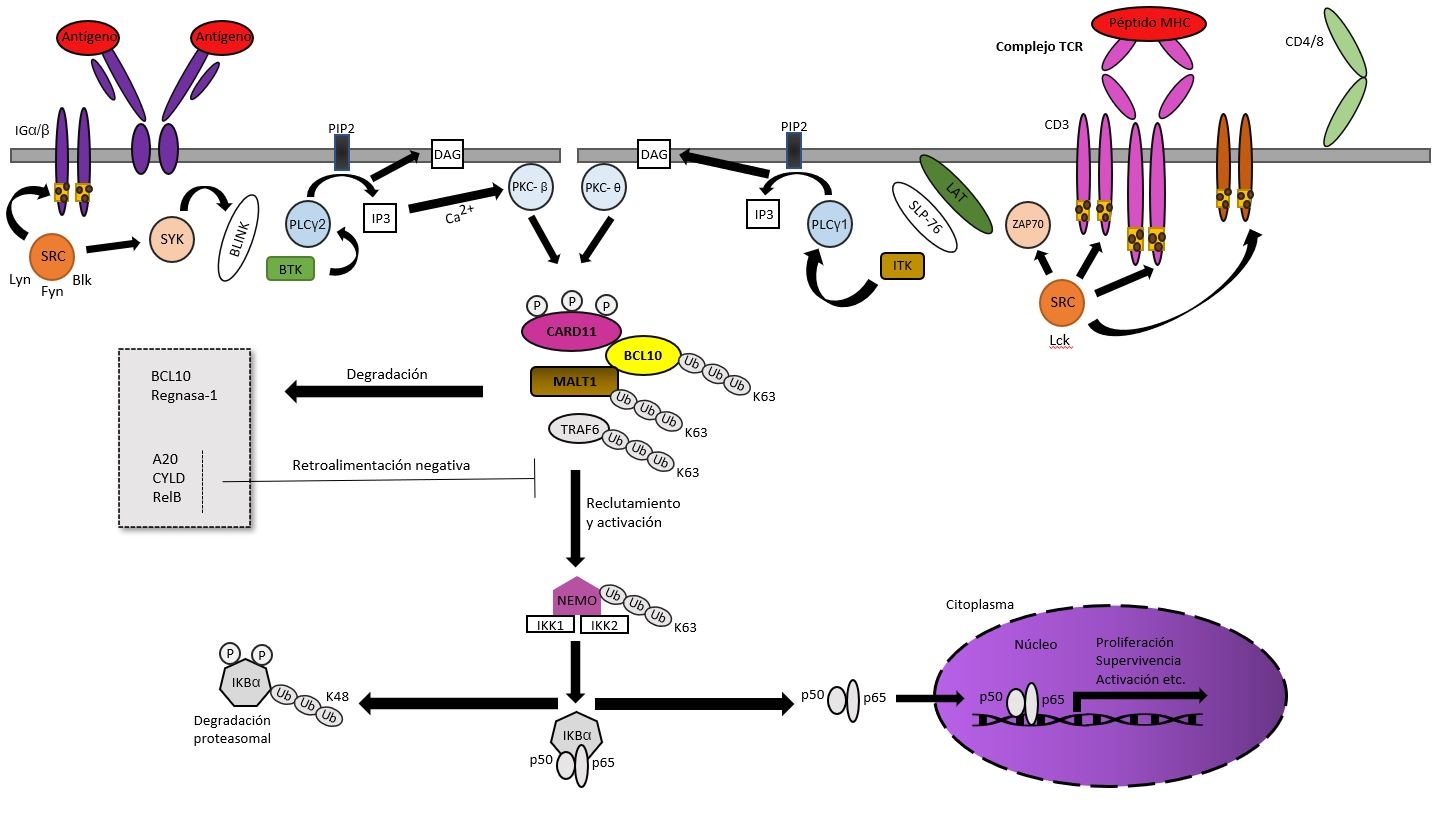
BCL10 en la respuesta inmunitaria

TCR (receptor de linfócitos T o T cell receptor) es un complejo de membrana ubicado en BCL10 cuya función es el reconocimiento de antígenos presentados mediante la MHC (complejo mayor de histocompatibilidad). Está compuesto por ocho cadenas agrupadas en cuatro dímeros. Tiene una especificidad dual conocida como restricción MHC, haciendo referencia a que la TCR reconoce ciertos residuos del péptido y a la vez algunos de la misma MHC. Una vez hecho el reconocimiento, se transmite una señal gracias a la CD3, con ayuda de CD4 y CD8, iniciando una respuesta inmunitaria adaptativa.

### Reparación del ADN
La BCL10 se ha visto implicada en la recombinación homóloga, facilitando el reclutamiento de algunas proteínas con funciones clave como la BRCA1, RPA y RAD51.

## Patologías relacionadas con la BCL10 y el complejo CBM
Las inmunodeficiencias son enfermedades caracterizadas por el deterioro o la imperfecta respuesta del sistema inmunológico tanto innato como adaptativo; suelen tener origen genético, pero se sabe que pueden ser generadas por antígenos. Los pacientes tienen como principal síntoma la susceptibilidad ante infecciones, ciertas patologías como el cáncer, alergias, etc.  
El complejo CBM es importante en la señalización NF-κB y este de se los factores de transcripción de la respuesta rápida del sistema inmunológico pues se unen a una región reguladora de las inmunoglobulinas, generando patologías en el sistema inmune. 
Los linfomas MALT son neoplasias que representan de 7 al 8% de los linfomas B, son de bajo grado, desarrollándose en 2/3 partes de los casos en estómago. El gen BCL10 actúa como un supresor de tumores, se encuentra en la posición t (1; 14) (p22; q32). La incidencia patológica en la población es relativamente baja; en 2003 se llevó a cabo un estudio para determinar el papel de este gen y de la imperfecta generación de la proteína que lleva su mismo nombre.
Según el estudio “Imbalance between apoptosis and telomerase activity in myelodysplastic syndromes: possible role in ineffective hemopoiesis”, realizado por K Ohshima , K Karube, K Shimazaki, H Kamma, J Suzumiya, M Hamasaki, M Kikuchi; mediante hibridación fluorescente in situ (FISH) se detectó que la translocación asociada a los linfomas MALT ocurre en t (1; 2) (p22; p12).
Una vez identificada la translocación que asocia al BCL10 con los linfomas de MALT, se llevó a cabo un censo de 57 pacientes oncológicos diagnosticados con linfoma, 17 de estos con linfoma de MALT para establecer la incidencia de la translocación en los pacientes y si la etiología de la enfermedad está directamente vinculada a la mutación. 
Procedieron a realizar un análisis de polimorfismo conformacional monocatenario (SSCP) del ADN tumoral, procedieron a concluir que la translocación del gen BCL10 es poco común en el linfoma una incidencia de 1 de cada 22 pacientes limitándose a contribuir en el desarrollo patológico de linfomas de MALT de linfomas no Hodking. 
Según el equipo de investigación de la Universidad de Pensilvania, la Facultad de Medicina Weill Cornell y la Facultad de Medicina de Harvard, se encontró que las mutaciones en el gen BCL10, no solo está relacionado con ciertos linfomas si no que incluso la translocación de este puede llegar a generar resistencias a fármacos como el Ibrutinib es un inhibidor de Tirosina quinasa de Bruton una enzima relacionada con ciertas inmunodeficiencias. Este fármaco se usa como parte del tratamiento de ciertos linfomas de células B pues se une a estas ayudándolas a sobrevivir pese al proceso neoplásico.